# Influences des langues étrangères en anglais

Pourcentage de mots de l'anglais moderne dérivés de chaque groupe linguistique, selon une étude :
Latin : ~ 29 %
Français : ~ 29 %
Germanique : ~ 26 %
Autres : ~ 16 %

Le noyau de la langue anglaise descend du vieil anglais, apporté des années 500 avec les colons anglo-saxons et jutes à ce qu'on appellerait l'Angleterre. La majeure partie de la langue dans les textes parlés et écrits provient de cette source. En règle générale, environ un quart des mots d'un texte sont anglo-saxons. De plus, la grammaire est largement anglo-saxonne.
Une partie importante du vocabulaire anglais provient de sources romanes et latines. Les estimations des mots natifs (dérivés du vieil anglais) vont de 20 à 33 %, le reste étant constitué d'emprunts extérieurs. Une partie de ces emprunts proviennent directement du latin, ou par l'intermédiaire d'une des langues romanes, notamment l'anglo-normand et le français, mais certains aussi de l'italien, du portugais et de l'espagnol voire d'autres langues comme le gothique, le vieux-francique ou le grec ancien vers le latin puis vers l'anglais. L'influence du latin en anglais est donc principalement de nature lexicale, se limitant principalement aux mots dérivés de racines latines.
Alors que certains nouveaux mots entrent en anglais comme argot, la plupart ne le font pas. Certains mots sont adoptés d'autres langues ; certains sont des mélanges de mots existants (mots-valise), et certains sont de nouvelles créations faites de racines de langues éteintes.

## Origines des mots
Une étude informatisée d'environ 80 000 mots dans l'ancien Shorter Oxford Dictionary (3e éd.) a été publiée dans Ordered Profusion par Thomas Finkenstaedt et Dieter Wolff (1973) qui a estimé l'origine des mots anglais comme suit :
- Français : 28,30 %
- Latin, y compris latin scientifique et technique moderne : 28,24 %
- Langues germaniques – héritées du vieil anglais, du proto-germanique, ou d'un emprunt plus récent à une langue germanique comme le vieux norrois ; ne comprend pas les mots germaniques empruntés à une langue romane, c'est-à-dire provenant de l'élément germanique du français, du latin ou d'autres langues romanes : 25 %
- Grec : 5,32 %
- Aucune étymologie donnée : 4,04%
- Dérivés des noms propres : 3,28 %
- Toutes les autres langues : moins de 1%

Une enquête de Joseph M. Williams dans Origins of the English Language de 10 000 mots tirés de plusieurs milliers de lettres commerciales a donné cet ensemble de statistiques :
- Français (langue d'oïl) : 41%
- Anglais « natif » : 33 %
- Latin : 15 %
- Vieux norrois : 5 %
- Néerlandais : 1 %
- Autre : 5 %

## Langues influençant la langue anglaise
Voici une liste des influences des langues étrangères les plus courantes en anglais, où d'autres langues ont influencé ou contribué à des mots en anglais.

### Langues celtiques
Peu de mots ont été empruntés, à l'exception des mots dialectaux, comme le système Yan Tan Tethera (en) de comptage des moutons. Cependant, des hypothèses ont été émises selon lesquelles la syntaxe anglaise a été influencée par les langues celtiques, telles que le système des temps continus était un cliché de structures phrasales celtiques similaires ; ceci est controversé, car le système a clairement des développements d'anglais natifs et germaniques.

### Français
Les Français ont contribué à la terminologie juridique, militaire, technologique et politique. Leur langue a également fourni des mots communs, tels que les noms de viandes :  veal, mutton, beef, pork, et comment la nourriture était préparée : boil, broil, fry, roast, et stew ; ainsi que des mots liés à la noblesse : prince, duke, marquess, viscount, baron et leurs équivalents féminins:254-258. Près de 30 pour cent des mots anglais (dans un dictionnaire de 80 000 mots) sont d'origine française.[citation nécessaire]

### Latin
Les emprunts sont majoritairement des mots scientifiques et techniques, proviennent de la terminologie médicale, académique ou encore juridique.

### Grec
Les emprunts proviennent majoritairement de la terminologie scientifique et médicale (par exemple les mots finissant en -phobia et -logy), terminologie théologique chrétienne.

### Normand
Castle, cauldron, kennel, catch, cater sont des mots normands qui ont été intégrés à l'anglais. Le normand a également fait intégrer (ou renforcé) des mots d'origine nordique tels que mug.

### Néerlandais
Les mots néerlandais sont entrés dans la langue anglaise de plusieurs manières : via le commerce et la navigation, comme skipper (de schipper), freebooter (de vrijbuiter), keelhauling (de kielhalen) ; via la peinture, comme landscape (de landschap), easel (de ezel ), still life (de stilleven); la guerre, comme forlorn hope (de verloren hoop), beleaguer (de beleger), to bicker (de bicken) ; via le génie civil, tel que dam, polder, dune (de duin) ; via la Nouvelle-Néerlande en Amérique du Nord, telles que cookie (de koekie), boss de baas,) Santa Claus (de Sinterklaas) ; via des locuteurs néerlandais / afrikaans avec des anglophones en Afrique du Sud, comme les wildbeest, apartheid, boers ; via des mots français d'origine néerlandaise ou flamande qui ont ensuite été adoptés en anglais, tels que boulevard (de bolwerk), mannequin (de manneken), buoy (bouée, de boei).

### Espagnol
Les mots de langues romanes ibériques (aficionado, albinos, alligator, cargo, cigar, embargo, guitar, jade, mesa, paella, platinium, plaza, renegade, rodeo, salsa, savvy, Sierra, siesta, tilde, tornado, vanilla, etc.). Mots relatifs à la guerre et à la tactique, par exemple flottilla et guerilla ; ou liés à la science et à la culture. Mots issus des civilisations amérindiennes (langues caribes : cannibal, ouragan ; Mescalero : apache ; Nahuatl : tomato, coyote, chocolate ; Quechua : Jerky , potato ; Taíno : tabacco).

### Italien
Mots relatifs à de la musique comme piano et fortissimo ou la culture italienne, comme la piazza, la pizza, la gondole, le balcon, ou encore la politique avec le mot fascism. Le mot anglais umbrella vient de l'italien ombrello.

### Langues indiennes
Mots relatifs à la culture, originaires de l'époque coloniale comme pyjama, bungalow, verandah, jungle, curry ou encore khaki.

### Allemand
L'anglais est une langue germanique. Ainsi de nombreux mots sont liés, bien qu'avec une certaine distance, avec l'allemand. La plupart des mots allemands relatifs à la Première Guerre mondiale et à la Seconde Guerre mondiale ont intégré la langue anglaise, des mots tels que Blitzkrieg, Anschluss, Führer et Lebensraum ; mais également des termes alimentaires, tels que bratwurst, hamburger et frankfurter ; des mots liés à la psychologie et à la philosophie, comme gestalt, Übermensch, zeitgeist et realpolitik. On peut également noter les mots suivants : wanderlust, schadenfreude, kaputt, kindergarten, autobahn, ruchsack.

### Vieux norrois
Les mots originant du vieux norrois ont été intégrés en anglais principalement à partir du contact entre le vieux norrois et le vieil anglais lors de la colonisation de l'est et du nord de l'Angleterre entre le milieu du IXe et le XIe siècle (voir également Danelaw). Beaucoup de ces mots font partie du vocabulaire de base anglais, comme they, egg, sky ou knife.

### Hébreuetyiddish
Mots utilisés dans des contextes religieux, comme Sabbath, kosher, hallelujah, amen et jubilee ou des mots qui sont devenus des expressions comme schmuck, shmooze, nosh, oy vey et schmutz.

### Arabe
Principalement des termes désignant des articles commerciaux tels que borax, coffee, cotton, hashish, henna, mohair, mouslin, saffron ; également des termes religieux islamiques tels que jihad, Assassin, hadith et sharia ; vocabulaire scientifique emprunté au latin aux XIIe et XIIIe siècles (alcohol, alkali, algebra, azimuth, zenith, cipher, nadir) ; les plantes ou produits végétaux originaires d'Asie tropicale et introduits dans l'Europe médiévale par intermédiation arabe (camphor, jasmine, laquer, lemon, orange, sugar) ; mots de la cuisine du Moyen-Orient (couscous, falafel, hummus, kebab, tahini).

## Système de numération
La numérotation cardinale en anglais suit deux modèles, germanique et italique. Les nombres de base vont de zéro à dix. Les nombres onze à dix-neuf suivent le style germanique natif, tout comme vingt, trente, quarante, cinquante, soixante, soixante-dix, quatre-vingt et quatre-vingt-dix.
L'anglais standard, en particulier dans des contextes formels très conservateurs, a continué à utiliser le style germanique natif jusqu'à la Première Guerre mondiale pour les nombres intermédiaires supérieurs à 20, à savoir « one-and-twenty », « five-and-thirty », « seven-and-ninety », et ainsi de suite. Mais avec l'avènement de la révolution industrielle, la tradition latine de compter « twenty-one » (« vingt-et-un »),  « thirty-five » (« trente-cinq »), « ninety-seven » (« quatre-vingt-dix-sept »), etc., qui est plus facile à dire et était déjà courant dans les dialectes régionaux non normalisés, a progressivement remplacé le style germanique traditionnel pour devenir le style dominant à la fin du XIXe siècle.

## Opposition
Le purisme linguistique en anglais est la conviction que les mots natifs devraient être utilisés à la place de ceux d'origine étrangère (qui sont principalement le roman, le latin et le grec). « Natif » peut signifier « anglo-saxon » ou il peut être élargi pour inclure tous les mots germaniques. Dans sa forme douce, cela signifie simplement utiliser des mots natifs existants au lieu de ceux dérivés de l'étranger (comme l'utilisation de « begin » au lieu de « commence »). Dans sa forme la plus extrême, il s'agit de faire revivre des mots natifs qui ne sont plus largement utilisés (comme « ettle » pour « intend ») ou de forger de nouveaux mots à partir de racines germaniques. Cela remonte au moins au Débat sur le terme inkhorn (en) (encrier) des XVIe et XVIIe siècles, où certains auteurs ont rejeté l'influence étrangère et ce phénomène a continué à ce jour, étant le plus important dans le plaidoyer de l'anglais clair (« Plain English »), pour éviter les termes latins s'il existe une alternative native simple.

## Voir également
- Influence du français sur l'anglais
- Purisme linguistique en anglais
- Mondialisation § Culture
- Culture Internet
- Néologisme
- Philosophie du langage